# Forteresse de Prusac
La forteresse de Prusac se trouve en Bosnie-Herzégovine, sur le territoire du village de Prusac et dans la municipalité de Donji Vakuf. Elle remonte à la fin du Moyen Âge et est inscrite sur la liste des monuments nationaux de Bosnie-Herzégovine.

## Localisation

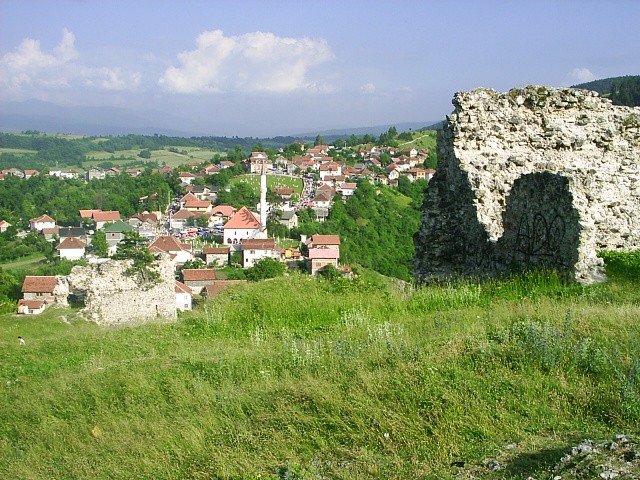
La forteresse dans son environnement

## Description

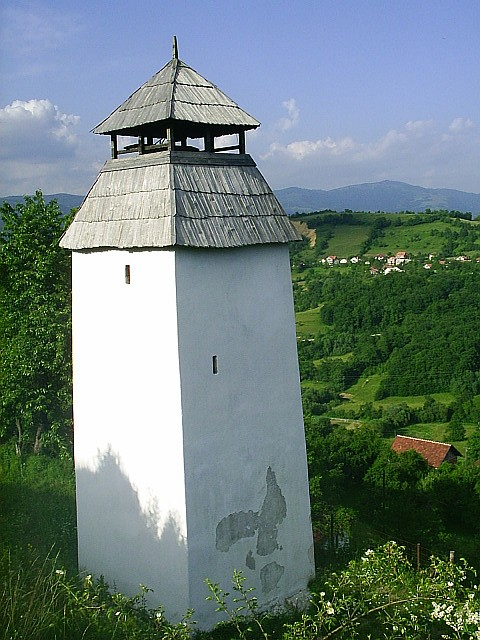
Une tour de la forteresse